# Kenly
Kenly é uma cidade  localizada no estado norte-americano de Carolina do Norte, no Condado de Johnston e Condado de Wilson.

## Demografia
Segundo o censo norte-americano de 2000, a sua população era de 1569 habitantes.
Em 2006, foi estimada uma população de 1868, um aumento de 299 (19.1%).

## Geografia
De acordo com o United States Census Bureau tem uma área de
3,9 km², dos quais 3,9 km² cobertos por terra e 0,0 km² cobertos por água.

## Localidades na vizinhança
O diagrama seguinte representa as localidades num raio de 16 km ao redor de Kenly.